# 沈希儀
沈希儀（1491年—1554年），字唐佐，号紫江，明朝廣西貴縣（今廣西貴港）人，軍事人物，具每戰必先登、身數被創的武勇，也能以智謀平定多次瑤族、壯族、黎族、苗族等少數民族民變。

## 生平
正德三年（1508年）沈希仪襲父職為奉議衛（今貴港）指揮使，十二年升任廣西都指揮僉事。當時義寧瑤族民變，沈希儀追擊至民變軍總部。民變部隊派伏兵前往其中一處隘道並遣熟瑤引誘明軍，沈希儀識破其中計謀，立刻分兵從另一隘道搗巢，並且大破趕來救援的民變部隊。
三年後剿荔浦民變時，民變部隊可通過的有蛟龍灘、滑石灘兩處，沈希儀只五百兵，在較狹的滑石灘才能對抗八千敵軍；遂在較寬的蛟龍灘樹立百旗，「守以羸卒，然柴以疑之」，敵人果然從滑石灘而來。沈希儀再以小艦載兵埋伏葭葦中，等至民變部隊渡至一半，乘瀧急衝，兩岸軍譟而前，民變部隊多墜水死，又連破臨桂、灌陽、古田叛亂勢力，升任為任都指揮同知。
嘉靖五年（1526年）討田州壯族土官岑猛之亂，五路進兵。沈希儀為中路，夜間派三百兵繞至岑猛軍隊後面後，天明時誘敵，學韓信拔帜树帜之策在岑猛部隊營地立幟，大敗岑猛軍隊。
田州平定後沒多久，總兵官姚鏌不聽沈希儀建議堅持在當地設流官，一個月土人又復叛亂，後王守仁代領兵事，「多用希儀計，思、田復定」。
嘉靖六年任思恩參將。後調任柳慶參將，駐守柳州，鎮壓泉州、武宣等地瑤民。沈希儀以與猺民做買賣的生意人、熟瑤去收集情報當間諜；甚至「令瑤婦入見其妻，賚以酒食繒帛」。
十六年平思恩府（今武鳴縣）土官岑金之變。
在藤峽民變時隨總督張經攻破大藤峽、弩灘。後歷任四川左參將、都督僉事、都督同知等職，先後鎮守貴州、兩廣、江淮等地，鎮壓海南五指山黎族和貴州銅仁苗族。
嘉靖三十二年率兵抗倭寇，以無功被劾，罷歸。次年病逝。

## 延伸阅读
[在维基数据编辑]
 《明史卷二百一十一》，出自《明史》